# Dan Oliver
Dan Oliver é um especialista em efeitos especiais australiano. Como reconhecimento, foi nomeado ao Oscar 2016 na categoria de Melhores Efeitos Visuais por Mad Max: Fury Road.